# Desastre do barco de migrantes na Messênia em 2023
O desastre do barco de migrantes na Messênia em 2023 ocorreu em 14 de junho de 2023, quando um barco de pesca contrabandeando migrantes naufragou no Mar Jônico, na costa de Pilos, Messênia, Grécia. O barco, que partiu de Tobruque, na Líbia, em 10 de junho, transportava cerca de 400 a 750 migrantes. O esforço de busca e salvamento das autoridades gregas resgatou 104 sobreviventes, incluindo egípcios, sírios, paquistaneses, afegãos e palestinos, e recuperou 80 corpos, com centenas de outros desaparecidos e presumivelmente mortos.

## Antecedentes
Desde a Primeira Guerra Civil Líbia, a Líbia tem sido um dos principais pontos de parada para operações de contrabando de pessoas para a Europa. A atual crise da Líbia, juntamente com a instabilidade nos países vizinhos, permitiu que uma grande indústria de contrabando de pessoas desenvolvesse o movimento de migrantes e refugiados através do Mediterrâneo para a Europa.
A rota marítima do norte da África para a Itália para migrantes e refugiados que buscam chegar à Europa foi declarada a mais mortal da Terra pela Organização Internacional para as Migrações, que registrou 21 mil mortes desde 2014. Os contrabandistas de seres humanos amontoam os migrantes em embarcações impróprias para o mar, muitas vezes em porões trancados para viagens que duram dias. Eles seguem para a Itália, do outro lado do mar da Líbia, pois fica mais perto da Europa Ocidental do que da Grécia.
Essas rotas de contrabando marítimo para a Europa registraram um número crescente de desastres fatais: 3 800 pessoas morreram em 2022 enquanto atravessavam rotas de migrantes e refugiados do Oriente Médio e Norte da África, das quais 3 789 morreram em rotas marítimas dentro e ao redor da região. Em 26 de fevereiro de 2023, pelo menos 94 pessoas morreram quando um barco de madeira de Izmir, na Turquia, naufragou em Cutro, no sul da Itália, no desastre marítimo mais mortal do Mediterrâneo em 2023 até aquele momento. Em maio de 2023, o governo grego foi condenado internacionalmente após a divulgação de um vídeo que supostamente mostrava a expulsão forçada de migrantes abandonados no mar.

## Desastre

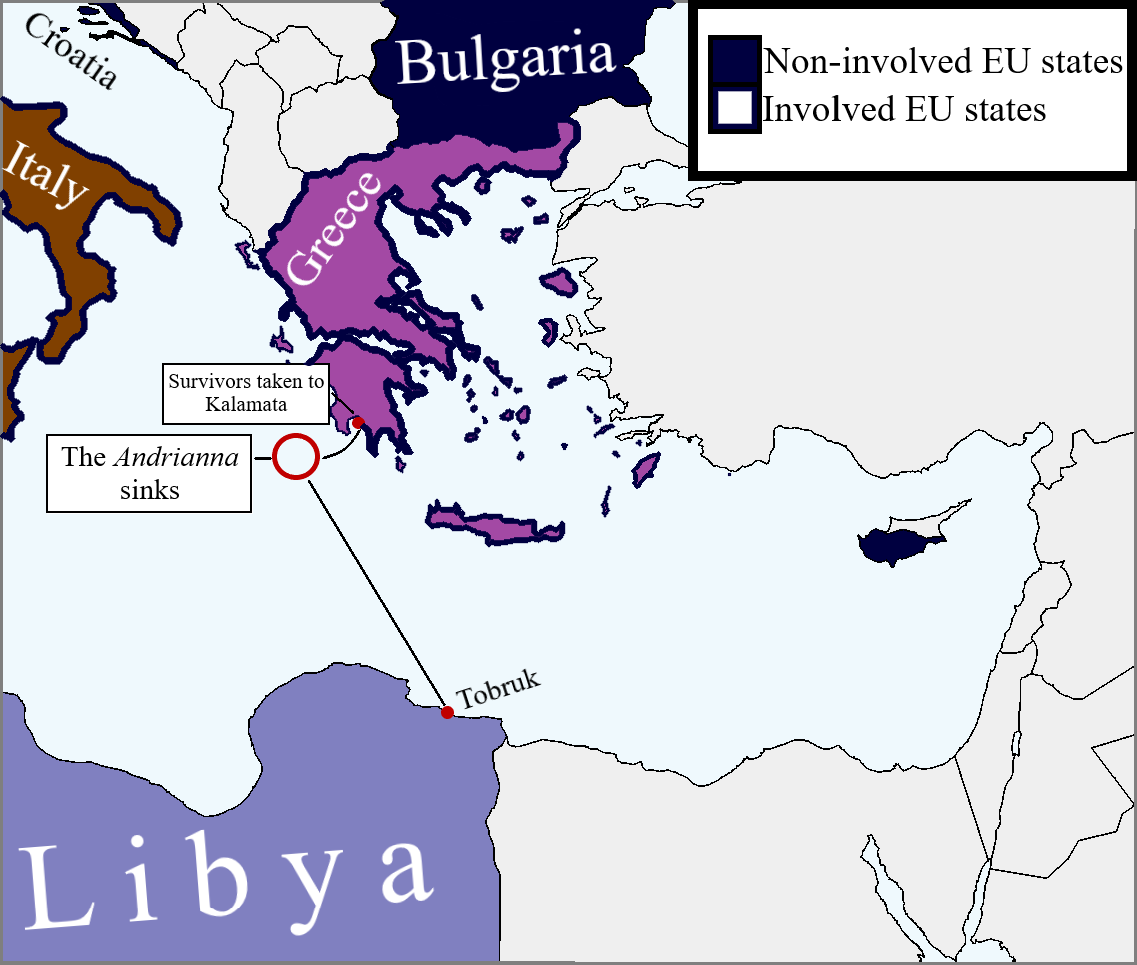
Mapa do Mediterrâneo oriental, mostrando a rota tomada pelo Andrianna e para onde os sobreviventes foram levados.

O barco, chamado Andrianna, partiu de Tobruque, uma cidade na Cirenaica, Líbia, ao sul da ilha de Creta, Grécia, em 10 de junho de 2023. A embarcação transportava um número excessivo de pessoas, bem acima de sua capacidade; de acordo com a Alarm Phone, uma instituição de caridade europeia de apoio a resgates que alegou ter recebido um pedido de socorro do navio, até 750 pessoas estavam a bordo (embora não estivesse claro se era o mesmo barco que afundou), enquanto a Organização Internacional para as Migrações (OIM) estimou que cerca de 400 estavam presentes na embarcação. Ioannis Zafiropoulos, vice-prefeito da cidade portuária grega de Calamata, afirmou que havia mais de 500. O navio era um barco de pesca e foi estimado em cerca de 20 a 30 metros de comprimento. O Andrianna tinha como destino a Itália.
Em 13 de junho, a guarda costeira italiana alertou as autoridades gregas e a agência de proteção de fronteiras da União Europeia, a Frontex, sobre um navio em perigo que se aproximava. Os italianos, em particular, informaram os gregos sobre os movimentos peculiares da embarcação. A guarda costeira grega afirmou que posteriormente aeronaves da Frontex e dois navios mercantes detectaram a embarcação se aproximando do norte em alta velocidade, levando ao envio de mais aeronaves e embarcações. Ofertas de ajuda foram feitas ao navio, mas foram negadas de acordo com a guarda costeira grega.
À tarde, um dos navios mercantes aproximou-se do Andrianna e ofereceu-lhe ajuda, mas os passageiros recusaram. Mais tarde, outro navio mercante fez o mesmo e recebeu a mesma resposta. Uma patrulha da guarda costeira grega aproximou-se do convés do navio à noite, onde confirmaram a presença de um grande número de migrantes. Os migrantes recusaram novamente qualquer ajuda, afirmando que desejavam seguir para a Itália. Em todos os três casos, os migrantes afirmaram que queriam comida e água, fornecidas pelo navio-patrulha grego e por um navio mercante de bandeira maltesa. A patrulha grega posteriormente acompanhou o navio.
Por volta das 01h40 (EEST) de 14 de junho, a guarda costeira grega soube que o motor do Andrianna havia quebrado. Depois de receber um pedido de ajuda, oficiais da guarda costeira abordaram o navio. Eles afirmaram que então "viram o barco virar à direita, depois uma curva acentuada à esquerda, e depois outra [curva] à direita [que foi] tão grande que fez com que a embarcação virasse". Cerca de 10 a 15 minutos depois, o Andrianna afundou, enviando seus passageiros para as ondas do Mar Jônico. O navio afundou a cerca de 80 km da costa de Pilos, Messênia, no Peloponeso, em uma área de cerca de 4 mil a 5 200 metros de profundidade. A guarda costeira grega informou que ninguém a bordo usava coletes salva-vidas.
Segundo investigações feitas pela BBC e News 24/7, o barco ficou parado por muitas horas e não se moveu em direção à Itália antes de naufragar, contrastando com a informação fornecida pela guarda costeira grega.

## Vítimas, busca e salvamento e investigação
Imediatamente após o naufrágio, a guarda costeira grega e os militares iniciaram uma operação massiva de busca e salvamento. A operação foi complicada por fortes ventos na área. Os sobreviventes foram transferidos para Calamata. Depois de recuperar 104 sobreviventes, as autoridades gregas declararam que não esperavam encontrar mais, deixando centenas ainda desaparecidas. Os sobreviventes, a maioria dos quais eram homens, relataram que os contrabandistas mantiveram as mulheres e crianças trancadas no porão. Acredita-se, com base nos relatos dos sobreviventes, que até 100 crianças estavam detidas no momento do naufrágio. De acordo com testemunhos vazados contados por sobreviventes à guarda costeira, os paquistaneses foram forçados a descer do convés, com outras nacionalidades permitidas no convés superior, onde tinham uma chance muito maior de sobreviver a um naufrágio.
Pelo menos 78 passageiros do Andrianna foram confirmados como mortos, tornando-se o naufrágio mais mortal de 2023 na Grécia. A polícia grega disse que estava trabalhando com a suposição de que até 500 pessoas estavam desaparecidas. Na noite de 16 de junho, as autoridades gregas prenderam nove suspeitos considerados responsáveis pela operação de tráfico de pessoas. Os homens, todos de ascendência egípcia, devem comparecer perante um magistrado local, com o promotor público provavelmente apresentando acusações, incluindo assassinato em massa. Além disso, as autoridades paquistanesas prenderam 10 supostos traficantes.

## Consequências

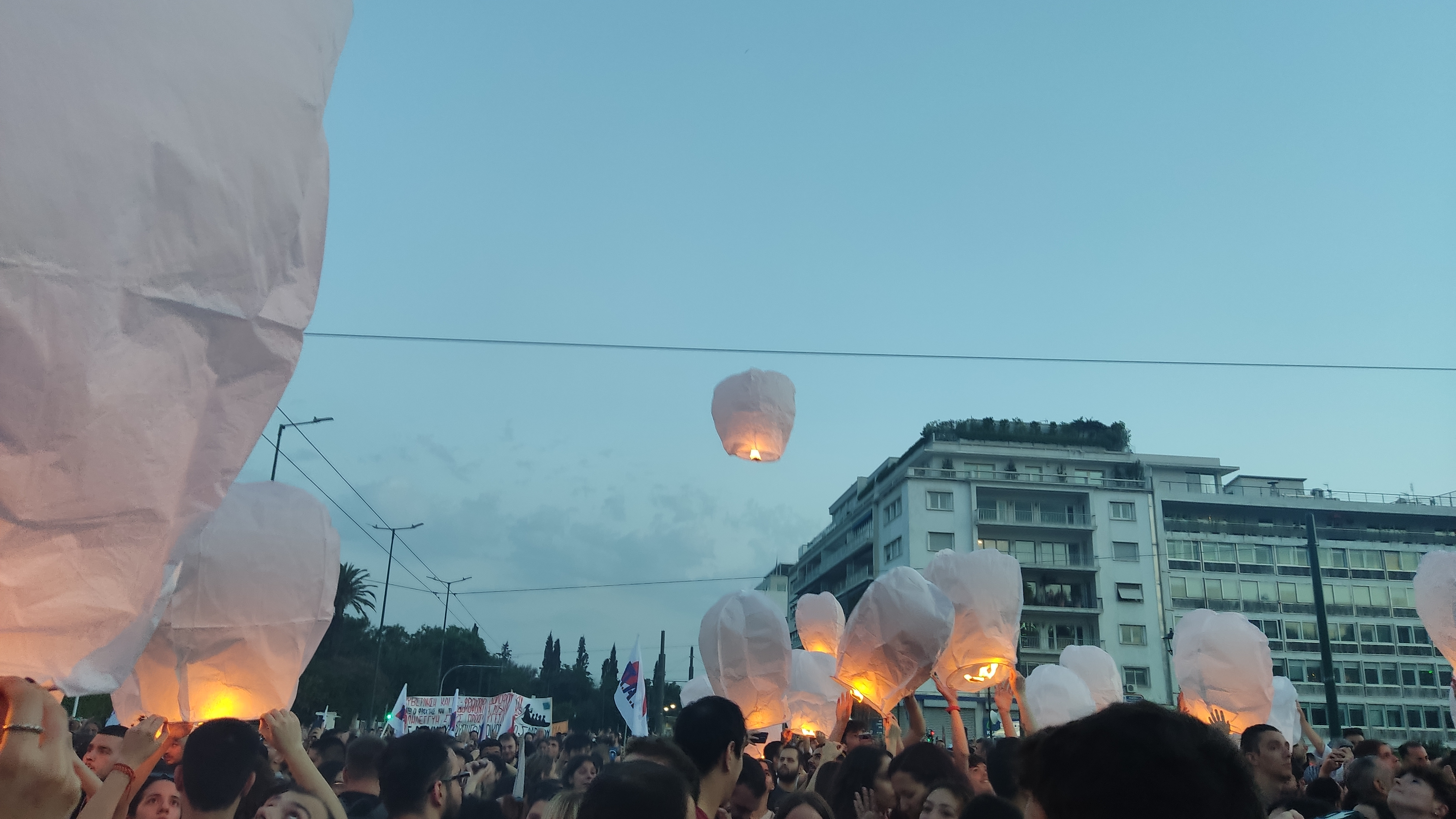
Lanternas acesas em memória das vítimas durante o protesto em Atenas

A guarda costeira grega divulgou fotos aéreas mostrando os conveses superior e inferior do barco sobrecarregados horas antes de afundar. A guarda costeira afirmou em declarações oficiais que o barco e seus passageiros haviam recusado assistência porque seu destino era a Itália e, portanto, seus barcos ficaram para trás. A Alarm Phone, uma rede de apoio para operações de resgate, foi contatada por pessoas a bordo na noite de terça-feira, dizendo que o capitão havia abandonado o navio. Acredita-se que ninguém a bordo estivesse usando um colete salva-vidas.
O líder da oposição, Aléxis Tsípras, disse que visitou o porto de Calamata e falou com sobreviventes que disseram ter "pedido ajuda". Ele perguntou: "Que tipo de protocolo não exige o resgate... de um barco sobrecarregado prestes a afundar?" Tsipras disse que a política migratória europeia "transforma o Mediterrâneo, nossos mares, em túmulos aquáticos". A administração provisória em Atenas anunciou três dias de luto nacional, e a presidente grega Katerina Sakellaropoulou visitou alguns dos sobreviventes e transmitiu suas condolências.
Sob o governo conservador anterior, as autoridades gregas adotaram uma postura dura em relação à migração, aumentando os controles de fronteira, e muitas vezes recusando barcos carregados de migrantes e refugiados. Muitas organizações de esquerda, sindicatos e partidos, incluindo o Partido Comunista da Grécia e coletivos antirracistas, convocaram protestos em 15 de junho em solidariedade aos refugiados e contra repressões e cercas de fronteira destinadas a controlar a migração. Naquela noite, milhares de manifestantes se reuniram em Atenas e Salonica para protestar contra as políticas migratórias da União Europeia. Alguns manifestantes em Atenas jogaram coquetéis molotov contra a polícia e foram atacados com gás lacrimogêneo. Manifestações em Calamata ocorreram perto das instalações para migrantes, com uma faixa dizendo: "Lágrimas de crocodilo! Não ao pacto da União Europeia sobre a migração".